# Rodeo

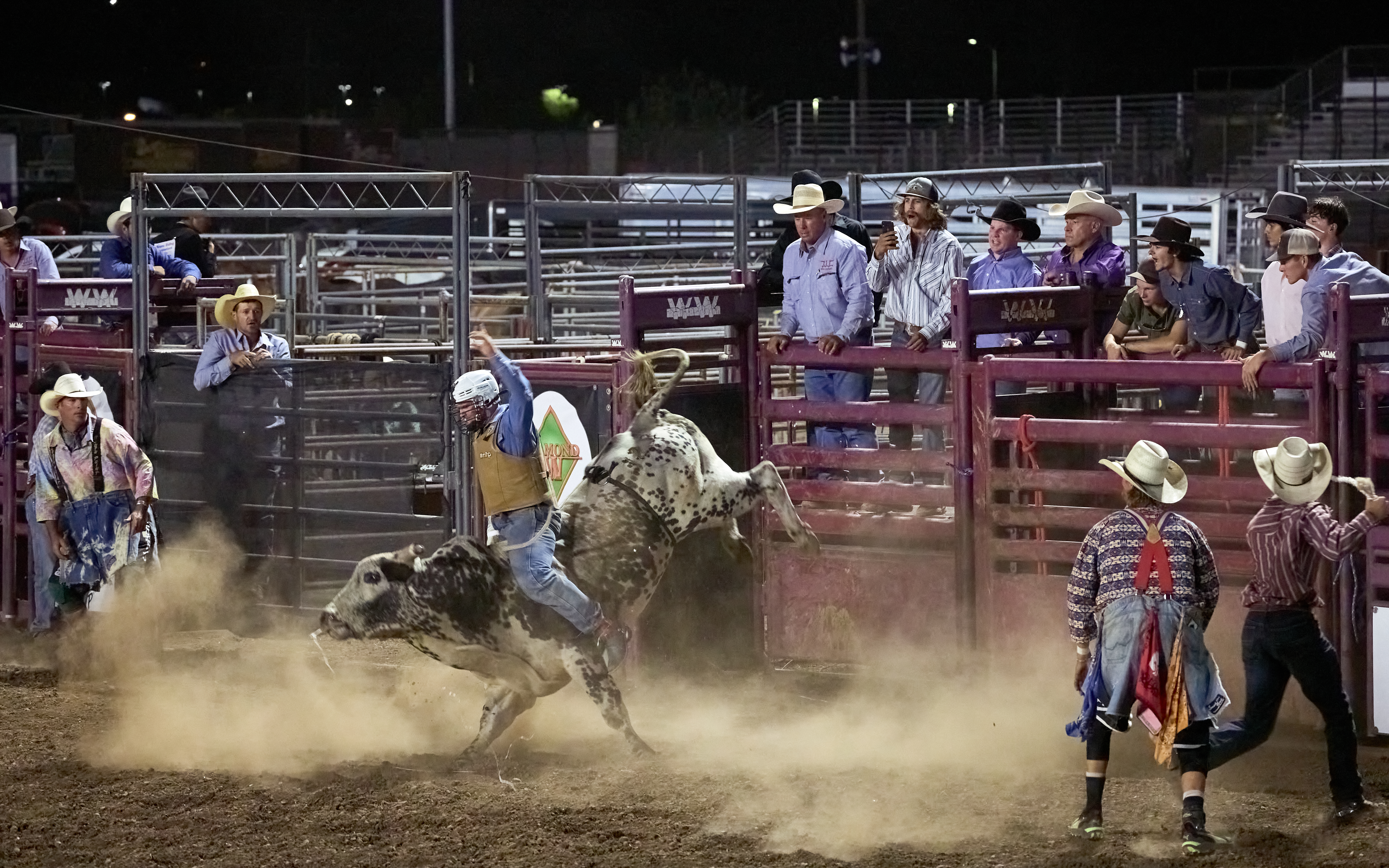
Bull riding

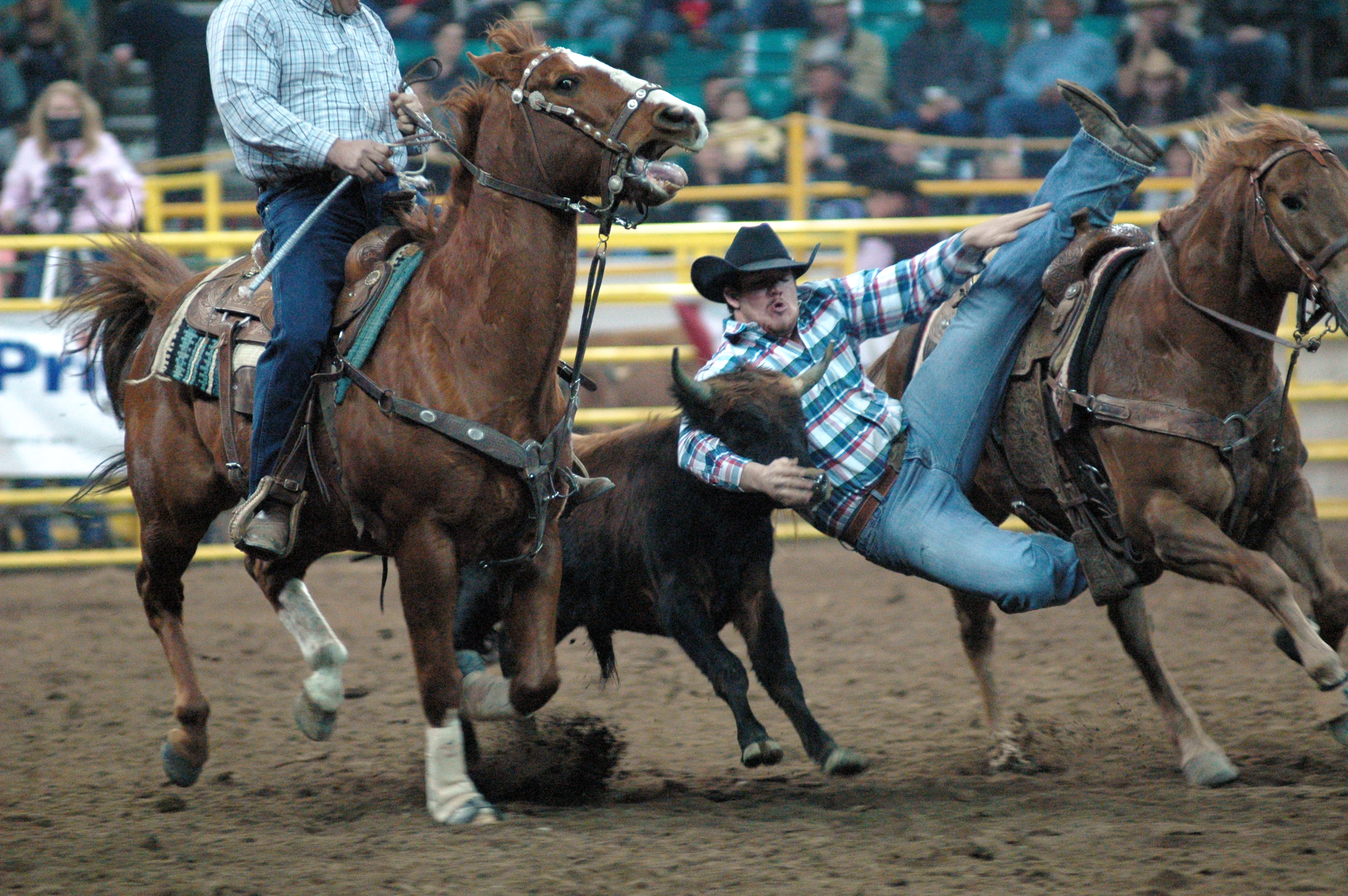
Calf roping

Rodeo ist eine aus traditionellen lateinamerikanischen Bräuchen erwachsene Sportart, die in der Neuzeit große Verbreitung insbesondere auf dem nordamerikanischen Kontinent gefunden hat. Das Wort stammt vom spanischen/portugiesischen „rodear“ ab, was so viel wie „umrunden“ im Sinne von „zusammentreiben“ bedeutet. In den USA und Kanada werden zahlreiche Rodeos durchgeführt. Die weltgrößte Rodeoveranstaltung ist die Calgary Stampede.
Bei Rodeo-Reitsportturnieren gibt es verschiedene Disziplinen, die in Timed Events (Zeit-Disziplinen) und in Roughstock Events (Punkte-Disziplinen) unterteilt sind. Bei den Timed Events reiten die Wettkampfteilnehmer um die schnellste Zeit, während bei den Roughstock Events um die höchste Punktzahl geritten wird. Der Reiter muss sich acht Sekunden auf dem Tier halten, ohne das Tier, sich oder seine Ausrüstung mit seiner freien Hand zu berühren. In diesen acht Sekunden wird der Reitstil des Reiters und der Schwierigkeitsgrad des Tieres von zwei Judges (Preisrichtern) bewertet.
Die Professional Rodeo Cowboys Association (PRCA), ein Verband professioneller Rodeoreiter, organisiert etwa 700 Rodeos pro Jahr. Auch Colleges und High Schools veranstalten Rodeos. Beim National Finals Rodeo, das jeden Dezember zehn Tage lang in Las Vegas ausgetragen wird, treffen die besten Wettkämpfer jeder Disziplin aufeinander.
Bei deutschen Rodeo-Reitsportturnieren werden nicht alle Disziplinen des amerikanischen Vorbildes durchgeführt und einzelne Disziplinen sind aus Tierschutzgründen abgeändert. Folgende Disziplinen werden in Deutschland durchgeführt:
Timed Events: Barrel Race (Tonnenrennen), Pole Bending (Stangenrennen/Slalom), Rescue Race (Rettungsrennen) und Break Away Calf Roping (Kälberfangen).
Roughstock Events: Bareback Riding (Reiten von Wildpferden ohne Sattel), Saddle Bronc Riding (Reiten von Wildpferden mit Sattel) und Bull Riding (Bullenreiten).
Viele Disziplinen sind auf traditionelle Arbeiten eines Cowboys zurückzuführen, beispielsweise das Einreiten eines wilden Pferdes oder das Einfangen von Rindern.

## Geschichte
Ursprünglich stammt der Name von den Viehhirten der Weiden Südamerikas. Bereits Alexander von Humboldt berichtete um 1800 darüber.

„Je bedenklicher unsere Lage war, desto freudiger überraschte
uns ferner Hufschlag, der auf uns zukam. Es war
ein mit einer Lanze bewaffneter Indianer, der vom »Rodeo«
zurückkam, das heißt von der Streife, durch die man das
Vieh auf einen bestimmten Raum zusammentreibt.“

## Verbreitung

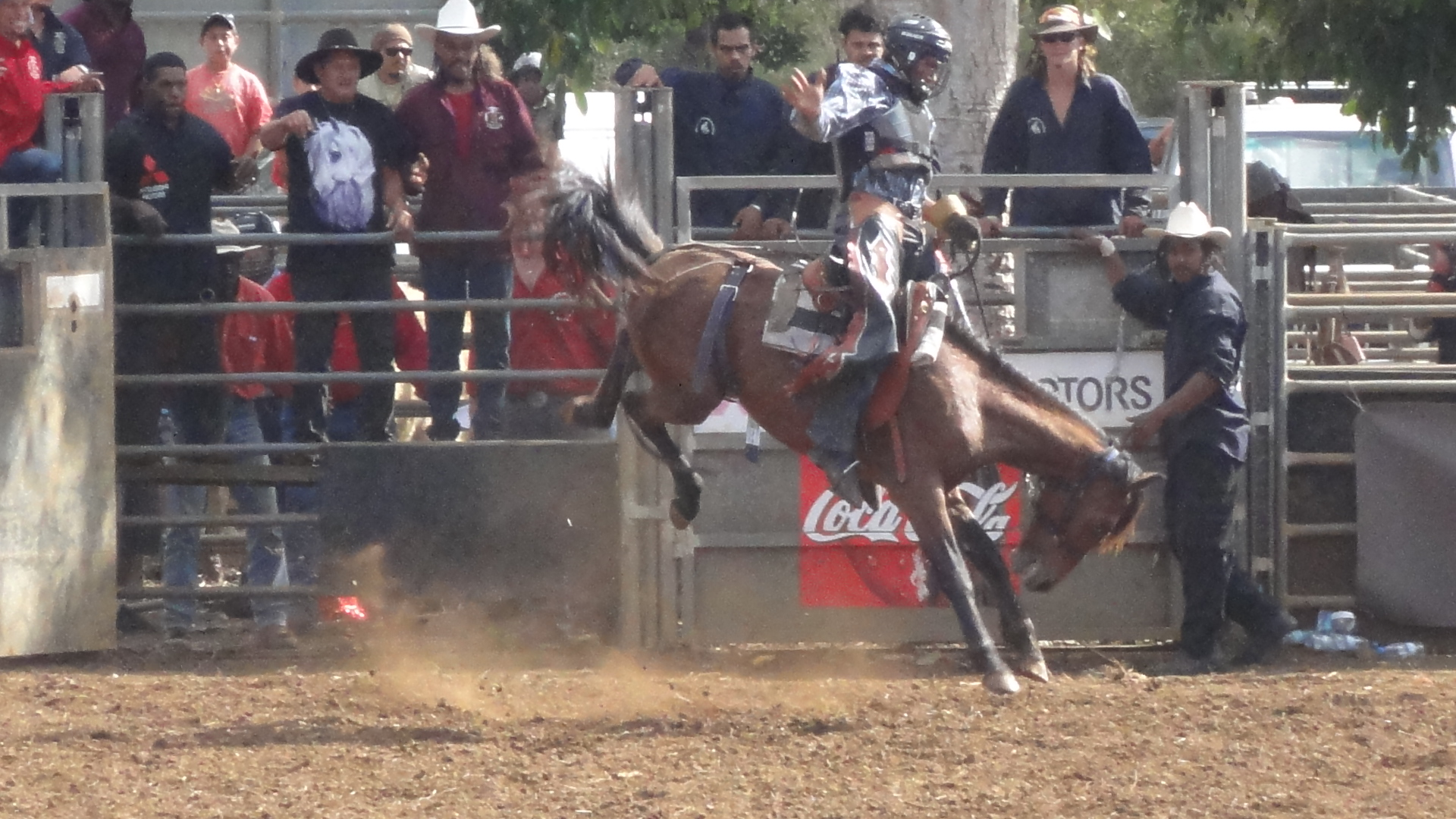
Rodeo in Bourail, Neukaledonien

Die nordamerikanische Variante des Rodeo ist außerhalb der USA und Kanadas auch in den folgenden Ländern verbreitet:
- Australien
- Brasilien (im Südosten)
- Mexiko (in den nördlichen Bundesstaaten)
- Neukaledonien
- Paraguay

Daneben gibt es in Lateinamerika außerdem einige landesspezifische Varianten des Sports.